# Île du Chameau
Die Île du Chameau (französisch für Kamelinsel), auch bekannt als Chameau Island, ist eine felsige und 160 m lange Insel vor der Küste des ostantarktischen Adélielands. Sie liegt 1,3 km östlich des Kap Découverte in der Gruppe der Curzon-Inseln.
Teilnehmer einer von 1949 bis 1951 dauernden französischen Antarktisexpedition nahmen eine Kartierung vor und benannten die Insel. Namensgebend ist die Form der Insel, die mit ihren beiden Erhebungen an die Höcker eines Trampeltiers erinnert.